# Broderick Thompson
Broderick Thompson (ur. 19 kwietnia 1994 w Vancouver) – kanadyjski narciarz alpejski.

## Kariera
Po raz pierwszy na arenie międzynarodowej pojawił się 19 grudnia 2009 roku podczas zawodów FIS Race w kanadyjskim Nakiska. Zajął wtedy w gigancie 24. miejsce. Trzykrotnie startował na juniorskich mistrzostwach świata. Najlepszy wynik osiągnął w superkombinacji na mistrzostwach świata juniorów w Hafjell w 2015 roku zajmując 11. miejsce.
Debiut w Pucharze Świata zanotował 29 listopada 2014 roku, kiedy to w Lake Louise został zdyskwalifikowany w zjeździe. Pierwsze pucharowe punkty zdobył 16 stycznia 2015 roku w Wengen zajmując 30. miejsce w superkombinacji. Na podium zawodów tego cyklu pierwszy raz stanął 2 grudnia 2021 roku w Beaver Creek, kończąc rywalizację w supergigancie na trzeciej pozycji. Wyprzedzili go jedynie Marco Odermatt ze Szwajcarii i Austriak Matthias Mayer.
Startował na Zimowych Igrzyskach Olimpijskich 2018 w Pjongczangu. W supergigancie i w superkombinacji plasował się na 23. miejscu, z kolei w zjeździe zajął 35. miejsce. Na rozgrywanych trzy lata później mistrzostwach świata w Cortina d’Ampezzo zajął jedenaste miejsce w superkombinacji, 29. miejsce w zjeździe, a supergiganta nie ukończył.

## Osiągnięcia

### Igrzyska olimpijskie
| Miejsce | Dzień     | Rok  | Miejscowość | Konkurencja     | Czas biegu | Strata | Zwycięzca          |
| ------- | --------- | ---- | ----------- | --------------- | ---------- | ------ | ------------------ |
| 23.     | 13 lutego | 2018 | Pjongczang  | Superkombinacja | 2:06,52    | +4,86  | Marcel Hirscher    |
| 35.     | 15 lutego | 2018 | Pjongczang  | Zjazd           | 1:40,25    | +4,12  | Aksel Lund Svindal |
| 23.     | 16 lutego | 2018 | Pjongczang  | Supergigant     | 1:24,44    | +2,01  | Matthias Mayer     |
| DNF     | 7 lutego  | 2022 | Pekin       | Zjazd           | 1:42,69    | -      | Beat Feuz          |
| DNF     | 8 lutego  | 2022 | Pekin       | Supergigant     | 1:19,94    | -      | Matthias Mayer     |
| 8.      | 10 lutego | 2022 | Pekin       | Superkombinacja | 2:31,43    | +2,77  | Johannes Strolz    |

### Mistrzostwa świata
| Miejsce | Dzień     | Rok  | Miejscowość       | Konkurencja     | Czas biegu | Strata | Zwycięzca          |
| ------- | --------- | ---- | ----------------- | --------------- | ---------- | ------ | ------------------ |
| DNF     | 11 lutego | 2021 | Cortina d’Ampezzo | Supergigant     | 1:19,41    | -      | Vincent Kriechmayr |
| 29.     | 14 lutego | 2021 | Cortina d’Ampezzo | Zjazd           | 1:37,79    | +4,17  | Vincent Kriechmayr |
| 11.     | 15 lutego | 2021 | Cortina d’Ampezzo | Superkombinacja | 2:05,86    | +4,24  | Marco Schwarz      |

### Mistrzostwa świata juniorów
| Miejsce | Dzień     | Rok  | Miejscowość | Konkurencja     | Czas biegu | Strata | Zwycięzca                |
| ------- | --------- | ---- | ----------- | --------------- | ---------- | ------ | ------------------------ |
| DNF1    | 22 lutego | 2013 | Québec      | Zjazd           | 1:30,95    | -      | Nils Mani                |
| 50.     | 24 lutego | 2013 | Québec      | Supergigant     | 58,49      | +2,56  | Thomas Mayrpeter         |
| 18.     | 26 lutego | 2013 | Québec      | Slalom          | 1:59,40    | +6,83  | Manuel Feller            |
| 52.     | 26 lutego | 2014 | Jasná       | Supergigant     | 1:30,63    | +3,52  | Marco Schwarz            |
| DNF2    | 26 lutego | 2014 | Jasná       | Superkombinacja | 2:21,69    | -      | Matteo De Vettori        |
| 27.     | 2 marca   | 2014 | Jasná       | Zjazd           | 1:17,31    | +1,32  | Adrian Smiseth Sejersted |
| DNF1    | 4 marca   | 2014 | Jasná       | Gigant          | 2:03,14    | -      | Henrik Kristoffersen     |
| DNF1    | 5 marca   | 2014 | Jasná       | Slalom          | 1:37,21    | -      | Henrik Kristoffersen     |
| 11.     | 11 marca  | 2015 | Hafjell     | Superkombinacja | 1:58,25    | +2,65  | Loïc Meillard            |
| 17.     | 11 marca  | 2015 | Hafjell     | Supergigant     | 1:15,87    | +1,34  | Miha Hrobat              |
| 13.     | 13 marca  | 2015 | Hafjell     | Zjazd           | 1:29,62    | +1,52  | Henri Battilani          |

### Puchar Świata

#### Miejsca w klasyfikacji generalnej
- sezon 2014/2015: 151.
- sezon 2015/2016: 146.
- sezon 2017/2018: 76.
- sezon 2020/2021: 141.
- sezon 2021/2022: 74.

#### Miejsca na podium chronologicznie
1. Beaver Creek – 2 grudnia 2021 (supergigant) – 3. miejsce